# Ana Domeyko
Ana Domeyko Alamos de Salazar, Anita Domeyko Alamos (ur. 27 kwietnia 1902, zm. 28 czerwca 2007 w Santiago) – chilijska działaczka społeczna, wnuczka Ignacego Domeyki.

## Życiorys
Ana Domeyko była wnuczką Ignacego Domeyki i Enriquety Sotomayor. W 1929 poślubiła prawnika, Ciro Salazara Monroya. Po ślubie, wraz z mężem wyjechała do Temuco, gdzie urodziła się ich pierwsza córka - Ana Maria Salazar Domeyko. Po powrocie do Santiago, narodziło się trzech synów Any - Jaime, Ignacio i Alfonso. 

### Działalność społeczna
Wraz z chilijską pianistką, Florą Guerrą, powołała Towarzystwo im. Fryderyka Chopina. Członkowie tego towarzystwa wielokrotnie brali udział w warszawskim międzynarodowym konkursie pianistycznym im. Fryderyka Chopina. 
Po wybuchu II wojny światowej organizowała pomoc dla ludności okupowanej przez Niemców Polski, a zaraz po zakończeniu działań wojennych, w swoim domu przy ulicy Cueto 584 w Santiago, organizowała spotkania dla emigrantów, a także dla bezdomnych i potrzebujących. W maju 1966 r. złożyła wizytę na pokładzie polskiego jachtu S/y Śmiały, odbywającego wyprawę naukową dookoła Ameryki Południowej, której celem były m.in. badania geologiczne w górach, gdzie niegdyś pracował jej dziadek, Ignacy Domeyko.
W 1987 roku, podczas wizyty Jana Pawła II w Chile, na jej ręce złożone zostało błogosławieństwo dla Polonii chilijskiej.
Zmarła w wieku 105 lat i została pochowana w grobowcu rodzinnym na stołecznym Cmentarzu Generalnym w Santiago.